# Egedalbibliotekerne
Egedalbibliotekerne omfatter bibliotekerne i Ølstykke, Stenløse, Ganløse og hovedbiblioteket i Smørum.
De udgør biblioteksvæsenet i Egedal Kommune.

## Ølstykke Bibliotek
Østervej 1A,
3650 Ølstykke
Åbningstider: Mandag 13-20, tirsdag 10-16, onsdag 13-16, torsdag 13-20, fredag 10-13, lørdag 10-13 og søndag (1/10 – 31/3) 13 – 16.
Ølstykke Bibliotek ligger centralt i byen i en ældre bygning fra 1960'erne. Biblioteket betjener borgerne i byerne Ølstykke Stationsby, Gl. Ølstykke, Tangbjerg og Værebro.

## Stenløse Bibliotek
Et nyt bibliotek åbner medio Maj I Stenløse Kulturhus.
Biblioteket betjener borgerne i byerne Stenløse, Søsum, Veksø og Stenlille, Nordsjælland.

## Ganløse Bibliotek
Østergade 12,
Ganløse,
3660 Stenløse
Åbningstider: Mandag 14-19, tirsdag lukket, onsdag 14-17, torsdag lukket, fredag 14-17 og lørdag 10-13.
Ganløse Bibliotek ligger midt i Ganløse by.

## Smørum Bibliotek (hovedbibliotek)
Flodvej 68,
2765 Smørum
Åbningstider: Mandag 10-20, tirsdag 10-18, onsdag 14-17, torsdag 10-20, fredag 10-16 og lørdag 10-13.

## Ekstern henvisning
- Egedalbibliotekerne Arkiveret 19. april 2008 hos  Wayback Machine

| Bogstak | Spire Denne biblioteksrelaterede artikel er en spire som bør udbygges. Du er velkommen til at hjælpe Wikipedia ved at udvide den. |

|  | Denne artikel om en bygning eller et bygningsværk kan blive bedre, hvis der indsættes et (bedre) billede. Du kan hjælpe ved at afsøge Wikimedia Commons for et passende billede eller lægge et op på Wikimedia Commons med en af de tilladte licenser og indsætte det i artiklen. |

55°43′53.64″N 12°18′29.07″Ø / 55.7315667°N 12.3080750°Ø